# Hanna K
Hanna K és una pel·lícula franco-israeliana de Costa-Gavras estrenada el 1983.

## Argument
Hanna Kaufman, als 35 anys, decideix canviar de vida. Marxa de França i s'instal·la a Jerusalem on es fa l'amant del procurador Herzog del qual queda embarassada. En el seu primer cas com a advocada, ha de defensar Selim Bakri, un refugiat palestí. Guanya la causa del jove, però aquest es nega a anar-se'n del país, ja que reivindica el seu dret sobre una casa que pertanyia als seus avantpassats abans de l'ocupació israeliana. A través d'ell, Hanna descobreix la sort dels refugiats i accepta defensar Bakri, fins al final... Té el seu fill i, a poc a poc, una intimitat professional neix entre Hanna i el palestí. Victor Bonnet, espòs francès d'Hanna, arriba a Israel per intentar posar bon ordre a aquesta història, a petició del procurador Herzog..

## Repartiment
- Jill Clayburgh: Hanna Kaufman
- Mohammed Bakri: Selim Bakri
- Jean Yanne: Victor Bonnet
- Gabriel Byrne: Joshua Herzog
- Zinedine Soualem: el sergent del poble